# Euaspis edentata
Euaspis edentata är en biart som beskrevs av Baker 1995. Euaspis edentata ingår i släktet Euaspis och familjen buksamlarbin. Inga underarter finns listade i Catalogue of Life.